# (2824) Franke
(2824) Franke (1934 CZ; 1929 UH; 1943 QB; 1950 OB; 1950 PU; 1982 QE) ist ein Asteroid des inneren Hauptgürtels, der am 4. Februar 1934 vom deutschen (damals: NS-Staat) Astronomen Karl Wilhelm Reinmuth an der Landessternwarte Heidelberg-Königstuhl auf dem Westgipfel des Königstuhls bei Heidelberg (IAU-Code 024) entdeckt wurde.

## Benennung
(2824) Franke wurde nach Ernst H. Franke benannt, der Professor für Biophysik an der University of Cincinnati war.